# Aspidella
Aspidella é um fóssil da Fauna ediacarana.
Em 1872, Elkanah Billings descreveu a espécie Aspidela terranovica, na província de Newfoundland and Labrador, no Canadá, como um fóssil Pré-cambriano. Billings era um paleontólogo da Geological Survey of Canada na época.
Até agora não se sabe se são cnidários da Classe Scyphozoa, colônias de microorganismos ou até mesmo fungos da Classe Chitinozoa.
Entre as localidades onde foram encontrados fósseis desse gênero, está Santa Catarina, Brasil.
Aspidella terranovica foi o primeiro fóssil descrito da Fauna ediacarana por um cientista.